# Malwa Forest

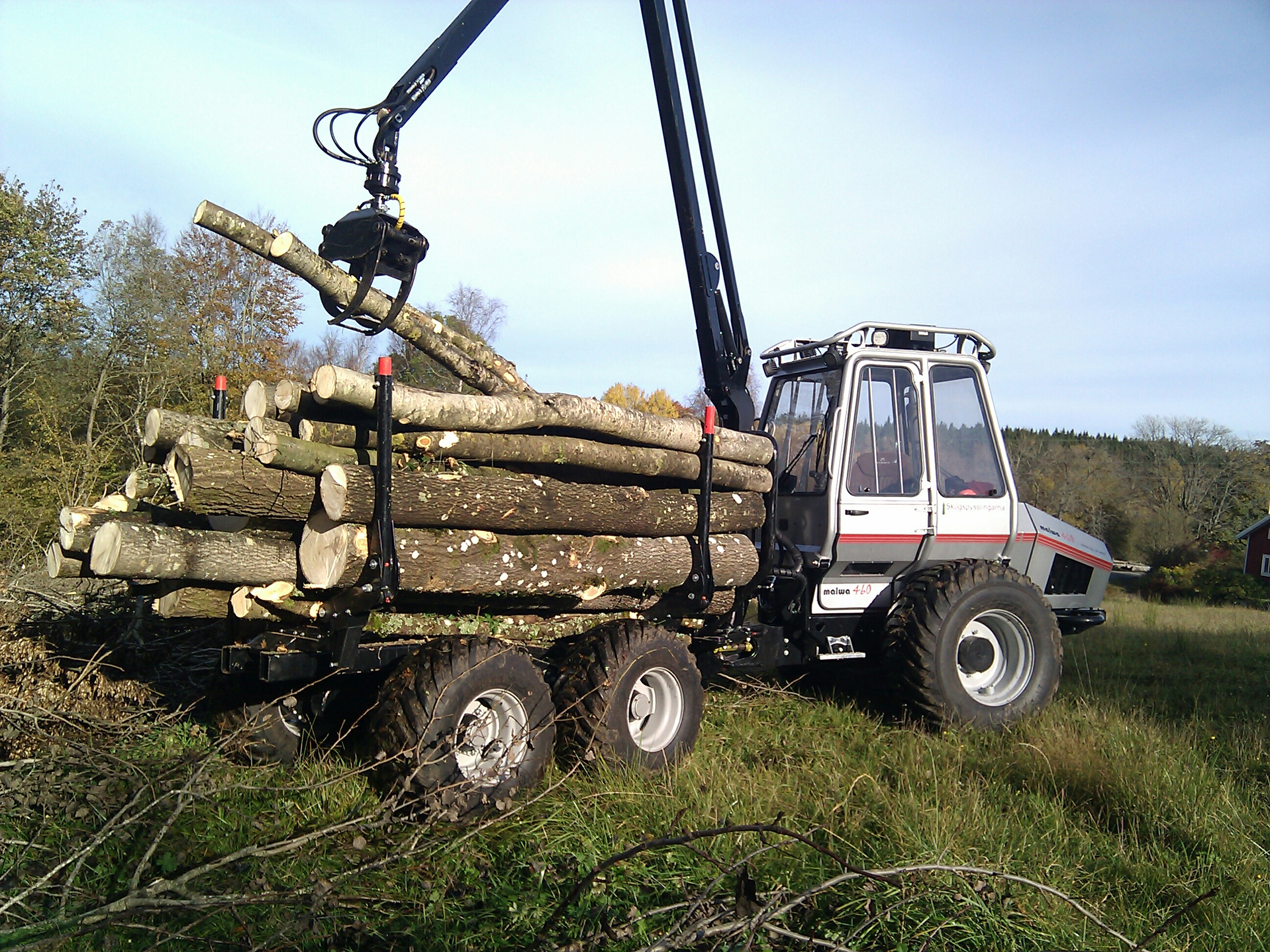
Malwa Forwarder

Malwa Forest ist ein Forstmaschinenhersteller aus Skene in Schweden.

## Geschichte
Das Unternehmen wurde 2008 von Magnus Wallin gegründet, der noch heute im Aufsichtsrat als Anteilseigner (Partner) und in der Unternehmensentwicklung als Business Development Manager tätig ist (Stand März 2021).

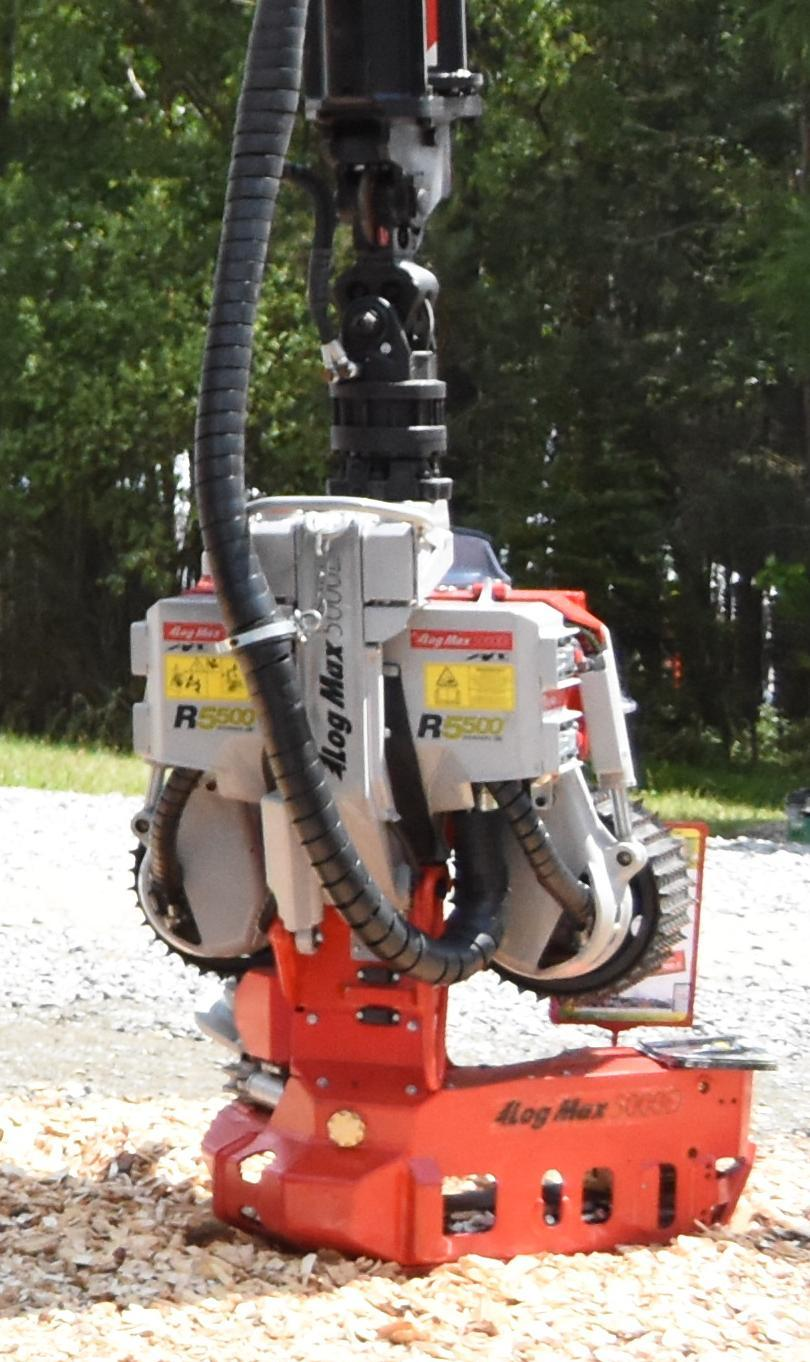
LogMax Harvesteraggregat 5000D

Malwa produziert Forstmaschinen wie Holzvollernter (Harvester) und Forwarder (Rückezüge) im Bereich der kompakten Bauklasse für die Erst- und Zweitdurchforstung. Die Maschinen werden so konstruiert, dass sie nicht breiter als zwei Meter sind, um eine gute Mobilität in den meisten Wäldern zu gewährleisten. Das Anlegen beziehungsweise der Bau zusätzlicher Waldwege wird so vermieden. Dadurch soll eine Holzernte bei minimalen Umweltschäden ermöglicht werden.
Alle wesentlichen Teile und Komponenten wie Motor, Steuerung, Getriebe, Kräne und Harvesteraggregate stammen von renommierten Herstellern. So werden Dieselmotoren von Caterpillar, hydrostatische und mechanische Getriebe von Bosch Rexroth, Kräne von Cranab sowie Harvesteraggregate von Log Max eingesetzt.